# 後鳥羽院宮内卿

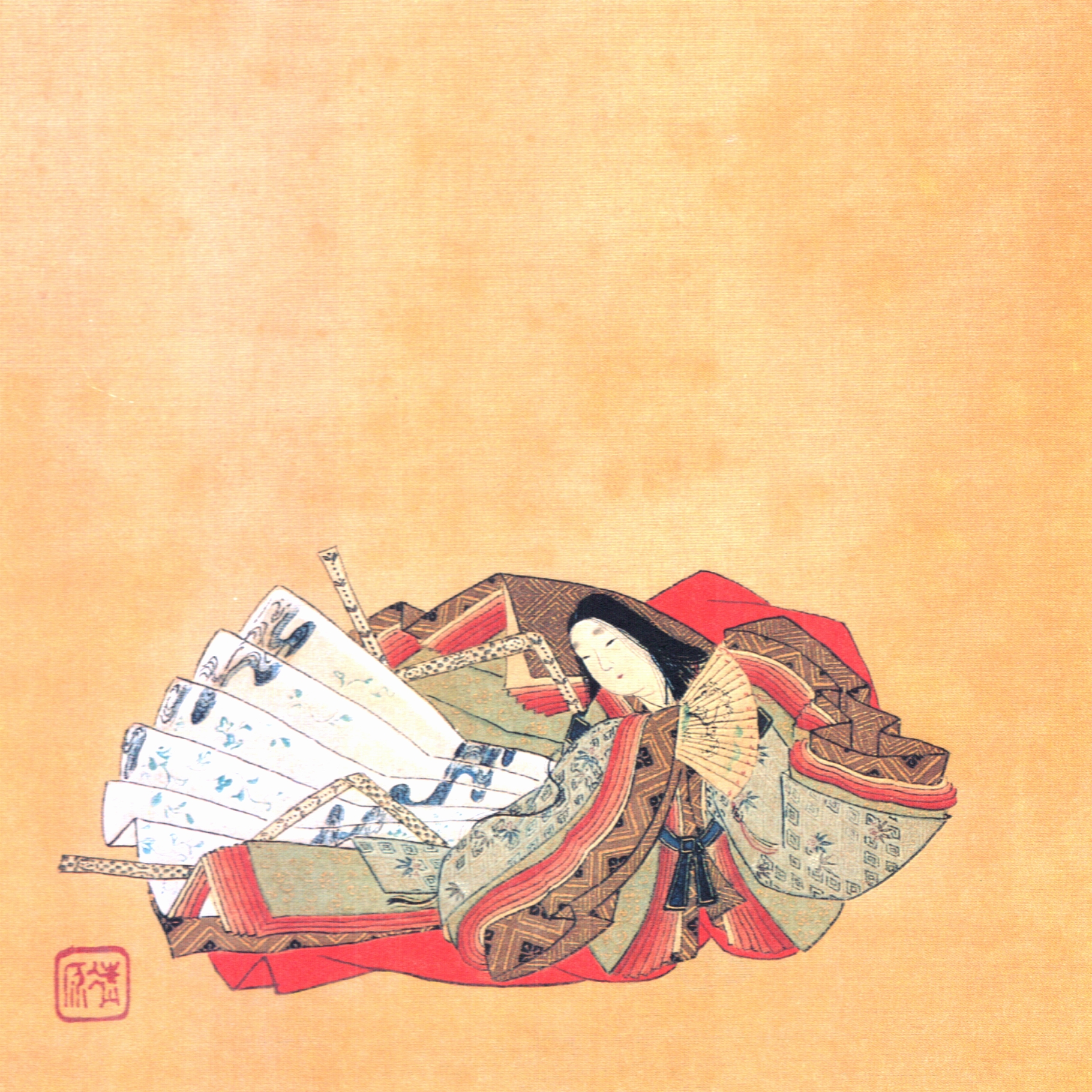
後鳥羽院宮内卿 - 寛文年間 清原雪信

宮内卿（くないきょう）または後鳥羽院宮内卿（ごとばのいんくないきょう、生没年不詳）は、鎌倉時代初期の女流歌人。新三十六歌仙、女房三十六歌仙の一人。父は右京権大夫源師光（大納言師頼の子）、母は後白河院の女房安芸と言われる。兄に源泰光、源具親がいる。

## 経歴
生涯については、はっきりしたことがほとんどわからない。その歌才によって後鳥羽院の召しにあい院のもとに女房として出仕、1200年（正治2年）から1204年（元久元年）までの短期間に、後鳥羽院歌壇で活躍し、『新古今和歌集』以降の勅撰集、歌合等に多数の作品を残している。以降の消息は不明で、『無名抄』や『正徹物語』の記述から、二十歳前後で夭折したとする説が一般的。

## 逸話
- 若手女流歌人として、俊成卿女と宮内卿が並び称される存在だった。宮内卿は、歌合のような晴の席の前には、草子や巻物をとり広げ、灯りをともして夜も昼もなく予習に励んだ。和歌に熱中しすぎて体をこわし、父から「なにごとも命あってのこと」と諌められたが、それでも言うことを聞かず、ついに若くして命を落とした[1]。二十歳前だったという[2]。「宮内卿は血を吐きしといへり[3]」。
- 母である安芸は琴の名手、安芸の父は絵師巨勢宗成で、これらが宮内卿の絵画的で印象鮮明な作風に影響しているという見方がある[4]。
- 千五百番歌合に際し、並み居る大家ベテランの中に混じって、宮内卿はまだ実績はないが期待していると、後鳥羽院から特に名前を挙げて激励され、

と期待に違わず評価を得た。宮内卿はこの歌で「若草の宮内卿」の異名をとった。『増鏡』の作者は、もし彼女がもっと長く生きたなら、どれだけ目に見えぬ鬼神をも動かしたことだろうと、その才能を惜しんでいる。
- 文屋康秀の「吹くからに[* 1]」を引きつつ、斬新な映像美を示す歌[6]、

この「あらしぞ霞む」は「主ある詞」とされ、宮内卿の名声を高める一助となった。
- 後鳥羽院からの高い評価は、時代不同歌合の巻末に和泉式部との番で宮内卿を配した[* 3]ことからも窺える。

## 作品
勅撰集
| 歌集名         | 作者名表記     | 歌数 | 歌集名         | 作者名表記            | 歌数 | 歌集名         | 作者名表記     | 歌数 |
| -------------- | -------------- | ---- | -------------- | --------------------- | ---- | -------------- | -------------- | ---- |
| 千載和歌集     |                |      | 新古今和歌集   | 宮内卿                | 15   | 新勅撰和歌集   | 宮内卿         | 2    |
| 続後撰和歌集   |                |      | 続古今和歌集   | 後鳥羽院宮内卿        | 3    | 続拾遺和歌集   |                |      |
| 新後撰和歌集   | 後鳥羽院宮内卿 | 1    | 玉葉和歌集     | 後鳥羽院宮内卿 宮内卿 | 7 2  | 続千載和歌集   |                |      |
| 続後拾遺和歌集 | 後鳥羽院宮内卿 | 2    | 風雅和歌集     | 同院宮内卿            | 1    | 新千載和歌集   | 後鳥羽院宮内卿 | 1    |
| 新拾遺和歌集   | 後鳥羽院宮内卿 | 3    | 新後拾遺和歌集 | 後鳥羽院宮内卿        | 3    | 新続古今和歌集 | 宮内卿         | 3    |

定数歌・歌合
| 名称                 | 時期                        | 作者名表記                | 備考                      |
| -------------------- | --------------------------- | ------------------------- | ------------------------- |
| 新宮三首歌合         | 1200年（正治2年）11月7日    |                           | 『明月記』記事のみ        |
| 正治後度百首         | 1200年（正治2年）           |                           |                           |
| 老若五十首歌合       | 1201年（建仁元年）2月       | 宮内卿局 宮内卿           | 勝12負18持19              |
| 通親亭影供歌合       | 1201年（建仁元年）3月       | 女房宮内卿                | 勝2負2持2                 |
| 新宮撰歌合           | 1201年（建仁元年）3月       | 宮内卿 後鳥羽院官女師光女 | 負2持1                    |
| 鳥羽殿影供歌合       | 1201年（建仁元年）4月       | 女房宮内卿                | 負1持2                    |
| 和歌所影供歌合       | 1201年（建仁元年）8月3日    | 女房宮内卿                | 西園寺公経と番い勝2負1持3 |
| 八月十五夜撰歌合     | 1201年（建仁元年）          | 宮内卿                    | 勝4持2                    |
| 和歌所影供歌合       | 1201年（建仁元年）9月13日夜 | 宮内卿                    | 勝2無判1                  |
| 仙洞句題五十首       | 1201年（建仁元年年）12月    | 宮内卿                    |                           |
| 石清水社歌合         | 1201年（建仁元年）12月28日  | 宮内卿                    | 慈円と番い負1             |
| 仙洞影供歌合         | 1202年（建仁2年）5月26日    | 女房宮内卿                | 藤原俊成と番い負3         |
| 水無瀬恋十五首歌合   | 1202年（建仁2年）9月13日    | 女房宮内卿                | 勝3負10持2                |
| 若宮撰歌合           | 1202年（建仁2年）9月26日    | 女房宮内卿                | 藤原定家と番い持2         |
| 水無瀬桜宮十五番歌合 | 1202年（建仁2年）9月29日    | 宮内卿                    | 藤原定家と番い持2         |
| 千五百番歌合         | 1202年（建仁2年）           | 宮内卿                    |                           |
| 影供歌合             | 1203年（建仁3年）6月16日    | 女房宮内卿                | 勝2負1                    |
| 八幡若宮撰歌合       | 1203年（建仁3年）7月15日    | 女房宮内卿                | 勝1負2持1                 |
| 春日社歌合           | 1204年（元久元年）11月      | 女房宮内卿                | 俊成卿女と番い持3         |

私撰集等
- 三百六十番歌合（1200年（正治2年））
  - 「宮内卿 院女房」名で9首

私家集
- 家集は伝存しない。